# Pink Diary
Pink Diaryはマダガスカル生まれのフランスの漫画家Jenny作の少女漫画。

## 概要
16歳の少女・トミナリ キヨコと双子の兄ケンジを中心とした青春ドラマ。キヨコと彼女の別れたボーイフレンドのトミー、精神的に不安定な少女サチコの三角関係をメインプロットに、親との対立や拒食症などの思春期の悩みを描いている。日本の高校を舞台に、日本漫画同様のスタイルで物語が展開する。
2006年にDelcourt社より第1巻が発行されてから7巻までで約10万部を売り上げており、フランスの市場規模から考えて少なからぬ成功を収めている。2007年、TOKYOPOPよりドイツ語版が刊行開始。また同年、Gensen Figure社より英仏向けにヒロインのトミナリ キヨコの1/10スケール・フィギュアが発売されている。

## 登場人物
トミナリ キヨコ
16歳の高校生。美人だが性格はややきつい。4年前に破局した初恋の相手・トミーとの再会に動揺している。身近な人間にも中々本心を明かさず、ピンクの日記帳に複雑な胸中を書き綴っている。
トミナリ ケンジ
キヨコの双子の兄。トミーの親友。妹とは対照的に外向的で面倒見の良い好青年。サチコに淡い恋心を持ち、キヨコとの再会でトミーとサチコの仲に亀裂が入ることを案じている。
ヒロモト トミー
17歳。トミナリ兄妹の幼馴染。再会したキヨコに心が傾いていくが、家庭的に不幸で脆い心の持ち主のサチコを見捨てられず、曖昧な態度をとり続ける。人当たりは良いが本心が見えにくい。
マツシダ サチコ
15歳。4年前に海でトミーとトミナリ兄妹と知り合い、トミーに一目惚れする。裕福な家の娘だが、父とは不仲であり、母は心を病んでいる。大人しく引っ込み思案。不幸な家庭環境に加え、トミーに横恋慕したアケミの中傷や、キヨコの出現などで精神的に追い詰められ拒食症になる。
ハナジマ アケミ
17歳。社交的で派手な美人。外面は良いが自己中心的な性格で、トミーを手に入れるためにサチコにブラックメールを出し苦しめる。
フジハラ セイ
21歳の新進カメラマン。ファッションデザイナーであるキヨコの母と親しく、キヨコと交際するようになる。